# Rückläufiges Wörterbuch
Ein rückläufiges Wörterbuch ist eine Auflistung von Wörtern und Phrasen, die entgegen der üblichen Leserichtung, also rückwärts-alphabetisch, sortiert sind. Die alphabetische Ordnung richtet sich also nach den Endbuchstaben der Wörter, danach kommen die vorletzten usw.
Wörterbücher dieser Art werden besonders von Linguisten benötigt, um die Häufigkeit von Sprachbestandteilen, vor allem von Endungen, zu analysieren; sie unterstützen die Forschungsarbeit in Phonetik, Phonologie, Schriftlinguistik, Morphologie und Lexikografie. Sprachdidaktiker können ebenfalls profitieren, da rückläufige Wörterbücher mit Gewinn für die Wortschatzarbeit sowohl im muttersprachlichen als auch im Fremdsprachenunterricht eingesetzt werden können. Während manche Ausgaben nur die Grundformen der Stichwörter enthalten, werden andere Wortlisten für weiter reichende Zwecke durch flektierte Stichwörter ergänzt. Ein rückläufiges Wörterbuch ist aber kein vollgültiger Ersatz für ein Reimlexikon, weil es nur gleich geschriebene, nicht aber gleich klingende Endungen enthält.

## Beispiel für eine rückwärts-alphabetische Sortierung
Als Beispiel wird der Anfang einer rückläufigen Liste zur Wortart Adverb zitiert.
da, prima, extra, etwa, hinab, herab, bald, dementsprechend, geschwind, dauernd, andauernd, freund, gerade, heutzutage, beinahe, nie, mittlerweile, vorne, heute, hinauf, darauf
Man kann darüber streiten, ob die Wortartzuweisung in allen Fällen korrekt ist; hier geht es aber nur um eine Demonstration des Aufbaus eines rückläufigen Wörterbuchs, bei dem die Ordnung der Wörter vom Wortende her organisiert wird.

## Anwendungsbeispiele
Rückläufige Wörterbücher sind immer dann von Bedeutung, wenn es darum geht, Aufgaben zu bearbeiten, die die Form des Endes von Wörtern betreffen. Einige Beispiele mögen das erläutern:
WortbildungFür Linguisten und Sprachliebhaber kann es interessant sein, der Frage nachzugehen, welche Wortbildungsmittel eine Sprache hat und welche Rolle sie spielen. So kann etwa die Frage bearbeitet werden, ob die Wortbildungsendungen -heit und -keit bei den gleichen Wortstämmen angehängt werden können oder ob sie sich gegenseitig ausschließen. Ein rückläufiges Wörterbuch gibt nun die Möglichkeit, entsprechende Belege ohne großen Aufwand zusammenzustellen, ohne dass man sich auf sein augenblickliches Erinnerungsvermögen verlassen muss.
FlexionÄhnliche Fragen kann man an die Flexion stellen: Welche Flexionsendungen kommen in einem Text, einem Textkorpus oder in einer Sprache vor? Da gleiche Endungen in einem rückläufigen Wörterbuch ja direkt untereinander stehen, gewinnt man auch leicht einen Überblick über die Häufigkeit ihres Vorkommens. In manchen Lexika erhält man zusätzlich Angaben zur Häufigkeit, mit der die entsprechenden Wörter im Textkorpus auftreten.
Schreibung, Phonetik, PhonologieEine Aufgabe kann auch sein herauszufinden, welche Buchstaben oder Buchstabengruppen in einem Text, einem Textkorpus oder in einer Sprache vorkommen. Die gleiche Aufgabe kann bezogen auf Laute oder Phoneme von Interesse sein.
LyrikWörter, die mit anderen einen Reim bilden können, lassen sich ebenfalls leicht finden, sofern sie gleich geschrieben werden.

### Rückläufige Wörterbücher des Deutschen
- Tobias Brückner, Christa Sauter: Rückläufige Wortliste zum heutigen Deutsch. Institut für deutsche Sprache, Mannheim 1984ff, ISBN 3-922641-60-1
- Duk Ho Lee: Rückläufiges Wörterbuch der deutschen Sprache. de Gruyter, Berlin 2005, ISBN 3-11-018197-5
- Erich Mater: Rückläufiges Wörterbuch der deutschen Gegenwartssprache. Verlag Enzyklopädie, Leipzig 1967 (Vom Autor aktualisierte und wesentlich erweiterte Ausgabe auf CD-ROM, Straelener Verlag, Straelen 2001, ISBN 3-89107-047-0)
- Gustav Muthmann: Rückläufiges deutsches Wörterbuch: Handbuch der Wortausgänge im Deutschen, mit Beachtung der Wort- und Lautstruktur. Niemeyer, Tübingen 1988, ISBN 3-484-31078-2
- Siegfried Theissen, Raymond Alexis, Michel Kefer, Gerd-Theo Tewilt: Rückläufiges Wörterbuch des Deutschen (Série des langues germaniques; Teil 2). C.I.P.L., Liège 1992.

### Werke, die rückläufige Wortlisten enthalten
- Inger Rosengren: Ein Frequenzwörterbuch der deutschen Zeitungssprache. Bd. 1, 2. Gleerup, Lund 1972/77, ISBN 91-40-04470-X (Enthält rückläufige Listen getrennt für „Die Welt“ und „Süddeutsche Zeitung“).
- Arne Ruoff: Häufigkeitswörterbuch gesprochener Sprache. Niemeyer, Tübingen 1981. 2. unveränderte Auflage 1990, ISBN 3-484-24008-3 (Enthält rückläufige Listen, getrennt nach Wortarten).
- Otto Nüssler: "Internationales Handbuch der Vornamen", Teil: Rückläufig sortiertes Register, Verlag für Standesamtswesen 1. Aufl. 1987   ISBN 978-3-8019-5630-1